# Tragèdia dels anticomuns
La tragèdia dels anticomuns és una situació hipotètica en la que individus racionals, actuant de manera separada, malgasten un recurs per infraexplotació. D'acord amb els defensors d'aquesta teoria, això passaria quan els drets d'exclusió (per exemple patents o copyright) sobre un bé privadament posseït foren excessius o estigueren en mans de tanta gent que el cost de compensar o coordinar a tots ells anul·lara qualsevol possible benefici, impedint el seu ús comercial i malgastant el recurs.

## Propietat intel·lectual
El terme "tragèdia dels anticomuns" fou concebut en 1998 en un article del Harvard's Law Review escrit per Michael Heller, professor de la Facultat de Dret de Columbia. En un article del mateix any de Science, Heller, juntament a Rebecca Eisenberg, defenia que la investigació biomèdica era una de diverses àrees clau en les que la competència en patents podia evitar innovació i evitar que productes superiors poguessin arribar al mercat. Els defensors d'aquesta teoria suggereixen que massa drets sobre la propietat poden ser contraproduents i reduir la innovació.
El major cas usat, el de la propietat intel·lectual, seria un exemple de com els béns intangibles (drets restrictius) es giren contra els béns tangibles (propietat privada).

## Comparació
Es tracta del revers de la tragèdia dels comuns, en la que individus racionals actuant per separat poden sobreutilitzar un recurs degut a un excés de drets d'ús (o absència de drets d'exclusió), que deriva a la vegada d'un article de Garrett Hardin publicat el 1968 a Science.
La tragèdia dels comuns és un exemple de drets de propietat mal definits, ja que diverses empreses tenen drets conjunts d'ús d'un determinat actiu, sobre el qual cap d'elles té el dret d'excloure als altres copropietaris. De la mateixa manera, la tragèdia dels anticomuns seria un exemple de drets de propietat mal definits per la raó oposada: diverses empreses tenen drets conjunts d'exclusió sobre un determinat actiu, però cap d'elles té drets exclusius d'ús.